# ABU未来への航海
ABU未来への航海（エービーユーみらいへのこうかい、ABU Voyage to the Future）は、2003年3月8日から2009年11月3日までNHKで放送されたテレビ番組である。

## 概要
日本を含むアジアの10代の少年少女たちが地球環境について学ぶプロジェクト。2003年にNHKテレビ50年記念事業として開催、2005年から2009年までABU（アジア太平洋放送連合）主催で隔年開催された。全4シリーズ。

## テーマ
- 2003年 日本
- 2005年 ボルネオ「熱帯雨林の保護」
- 2007年 モンゴル「草原の砂漠化防止」
- 2009年 フィリピン「サンゴの海を守る」

## 参加放送局
| 国・地域       | 放送局                         | 2003 | 2005 | 2007 | 2009 |
| -------------- | ------------------------------ | ---- | ---- | ---- | ---- |
| 日本           | NHK 日本放送協会               | 制作 | ◎    | ◎    | ◎    |
| タイ           | NBT タイ国営放送               | ◎    | ◎    | ◎    | ◎    |
| ベトナム       | VTV ベトナムテレビ             | ◎    |      | ◎    |      |
| タイ           | MCOT                           | ◎    |      |      |      |
| インド         | DDI インド国営放送             | ◎    |      |      |      |
| 韓国           | KBS 韓国放送公社               | ◎    |      |      |      |
| シンガポール   | メディアコープ                 | ◎    |      |      |      |
| マレーシア     | RTM マレーシア国営放送         |      | 制作 | ◎    | ◎    |
| 中国           | CCTV 中国中央電視台            |      | ◎    | ◎    | ◎    |
| 香港           | TVB 無綫電視                   |      | ◎    | ◎    |      |
| ブータン       | BBS ブータン放送公社           |      | ◎    |      |      |
| ウズベキスタン | UZTV                           |      | ◎    |      |      |
| モンゴル       | MNB モンゴル公共放送           |      |      | 制作 | ◎    |
| カタール       | アルジャジーラ子どもチャンネル |      |      | ◎    | ◎    |
| 韓国           | EBS 韓国教育放送公社           |      |      | ◎    |      |
| フィリピン     | KBP フィリピン放送協会         |      |      |      | 制作 |

## 放送リスト
| タイトル                                                            | 放送日時       | 放送日時        | ch   |
| ------------------------------------------------------------------- | -------------- | --------------- | ---- |
| レスター・ブラウンの環境教室 ニュースが教科書だ!                    | 2003年3月8日   | 土曜20:00-20:45 | 教育 |
| レスター・ブラウンの環境教室 地球の限界を学べ!                      | 2003年3月15日  | 土曜20:00-20:45 | 教育 |
| レスター・ブラウンの環境教室 希望を求めて                           | 2003年5月4日   | 日曜10:05-11:00 | 総合 |
| 子どもが主役だ アジアの環境を考える                                 | 2003年5月5日   | 月曜13:05-14:00 | 総合 |
| アジアが学んだエコロジー                                            | 2003年7月21日  | 月曜14:00-14:55 | 総合 |
| あす出航 42人 沖縄からの旅立ち                                      | 2003年8月3日   | 日曜17:00-18:00 | 総合 |
| グランドフィナーレ 42人の地球航海記                                 | 2003年8月16日  | 土曜19:30-20:45 | 総合 |
| 涙と笑いの航海日記 アジアの子どもたち42人の青い海                   | 2003年9月23日  | 火曜08:35-09:55 | 総合 |
| 42人の環境教室 魔法の水のタネあかし 屋久島                          | 2003年10月11日 | 土曜20:00-20:45 | 教育 |
| 42人の環境教室 心で学んだ水俣病 水俣                                | 2003年10月18日 | 土曜20:00-20:45 | 教育 |
| 42人の環境教室 ゴミが問う“豊かさ”のゆくえ 豊島                      | 2003年10月25日 | 土曜20:00-20:45 | 教育 |
| 42人の環境教室 水の惑星 地球を知ろう 駿河湾                         | 2003年11月1日  | 土曜20:00-20:45 | 教育 |
| 中学生たちの環境白書 903通の作文より                                | 2003年11月7日  | 金曜20:00-20:45 | 教育 |
| 日本からボルネオへ 野生生物の宝庫 熱帯雨林で環境学習                | 2004年11月7日  | 日曜20:00-21:00 | 教育 |
| 痛快!環境生トーク エコレンジャー アジアを行く                       | 2005年6月12日  | 日曜13:05-14:20 | 総合 |
| ボルネオジャングルクイズ 天空の森の不思議な生きものたち             | 2005年7月2日   | 土曜19:30-20:40 | 総合 |
| 熱帯雨林で地球を考えた アジアの10代の環境日誌                       | 2005年8月27日  | 土曜19:30-20:40 | 総合 |
| アジアの10代 熱帯雨林の旅 ボルネオの森で学んだこと                  | 2005年10月30日 | 日曜19:00-19:45 | 教育 |
| アジアの10代 熱帯雨林の旅 体感!焼き畑の村                           | 2005年10月31日 | 月曜19:00-19:45 | 教育 |
| アジアの10代 熱帯雨林の旅 生命の森からのメッセージ                  | 2005年11月1日  | 火曜19:00-19:45 | 教育 |
| ボルネオからモンゴルへ                                              | 2006年12月17日 | 日曜15:00-15:50 | 総合 |
| 環境トーク モンゴルの大草原を救え!                                  | 2007年6月9日   | 土曜15:05-16:20 | 総合 |
| モンゴル大草原クイズ                                                | 2007年7月22日  | 月曜19:30-20:45 | 総合 |
| モンゴル大草原で地球を考えた                                        | 2007年8月25日  | 土曜19:30-20:45 | 総合 |
| モンゴル草原の旅 進む砂漠化・遊牧民は?                              | 2007年10月28日 | 日曜19:00-19:45 | 教育 |
| モンゴル草原の旅 豊かな緑をとりもどすには                           | 2007年10月29日 | 月曜19:00-19:45 | 教育 |
| 環境トーク アジアの海を守る日本人                                   | 2008年7月21日  | 月曜13:05-14:20 | 総合 |
| モンゴルからフィリピンへ                                            | 2008年10月25日 | 土曜16:00-16:50 | 教育 |
| 熱帯サンゴ礁クイズ 南の海のふしぎな生きものたち                     | 2009年3月20日  | 金曜13:05-14:20 | 総合 |
| フィリピンのサンゴ礁で地球を考えた アジアの10代の環境日誌           | 2009年5月5日   | 火曜16:30-18:00 | 総合 |
| アジアの10代 フィリピン・サンゴ礁の旅 第1回「海で見つけた友情」     | 2009年8月3日   | 月曜10:00-10:45 | 教育 |
| アジアの10代 フィリピン・サンゴ礁の旅 第2回「海が教えてくれたこと」 | 2009年8月4日   | 火曜10:00-10:45 | 教育 |
| アジアの10代 フィリピン・サンゴ礁の旅 第3回「海で見つめた自分」     | 2009年8月5日   | 水曜10:00-10:45 | 教育 |
| アジアの10代からの環境メッセージ                                    | 2009年11月3日  | 火曜09:00-10:00 | 教育 |